# Plédran
Plédran är en kommun i departementet Côtes-d'Armor i regionen Bretagne i nordvästra Frankrike. Kommunen ligger i kantonen Ploufragan som tillhör arrondissementet Saint-Brieuc. År 2022 hade Plédran 6 909 invånare.

## Befolkningsutveckling
Antalet invånare i kommunen Plédran
Referens:INSEE

## Vänorter
- Bembridge, Storbritannien
- Poviglio, Italien